# منطقه ووزرا-گاوی
منطقه ووزرا-گاوی یکی از منطقه های استان سپیک شرقی واقع در کشور پاپوآ گینه نو می باشد. مرکز این منطقه ووزرا است. این منطقه خود از ۴ فرمانداری محلی تشکیل می گردد که هر فرمانداری به منظور سهولت در امر آمارگیری خود به چند بخش تقسیم می شود.

## تقسیمات
این منطقه دارای ۴ فرمانداری محلی است که اسامی آن ها به شرح زیر است:
- فرمانداری محلی روستایی بوروئی-کونائی
- فرمانداری محلی روستایی گاوی
- فرمانداری محلی روستایی وزرا شمالی
- فرمانداری محلی روستایی ووزرا جنوبی